# Hypostomus vermicularis
Hypostomus vermicularis är en fiskart som först beskrevs av Eigenmann och Eigenmann, 1888.  Hypostomus vermicularis ingår i släktet Hypostomus och familjen Loricariidae. Inga underarter finns listade i Catalogue of Life.